# Wilson Bluff
Wilson Bluff är ett stup i Australien. Det ligger i delstaten South Australia, omkring 960 kilometer väster om delstatshuvudstaden Adelaide. Wilson Bluff ligger vid havet. Havsområdet ingår i Great Australian Bight Marine National Park.
Trakten är glest befolkad.
Stäppklimat råder i trakten. Genomsnittlig årsnederbörd är 334 millimeter. Den regnigaste månaden är januari, med i genomsnitt 69 mm nederbörd, och den torraste är oktober, med 7 mm nederbörd.